# Сольове вивітрювання

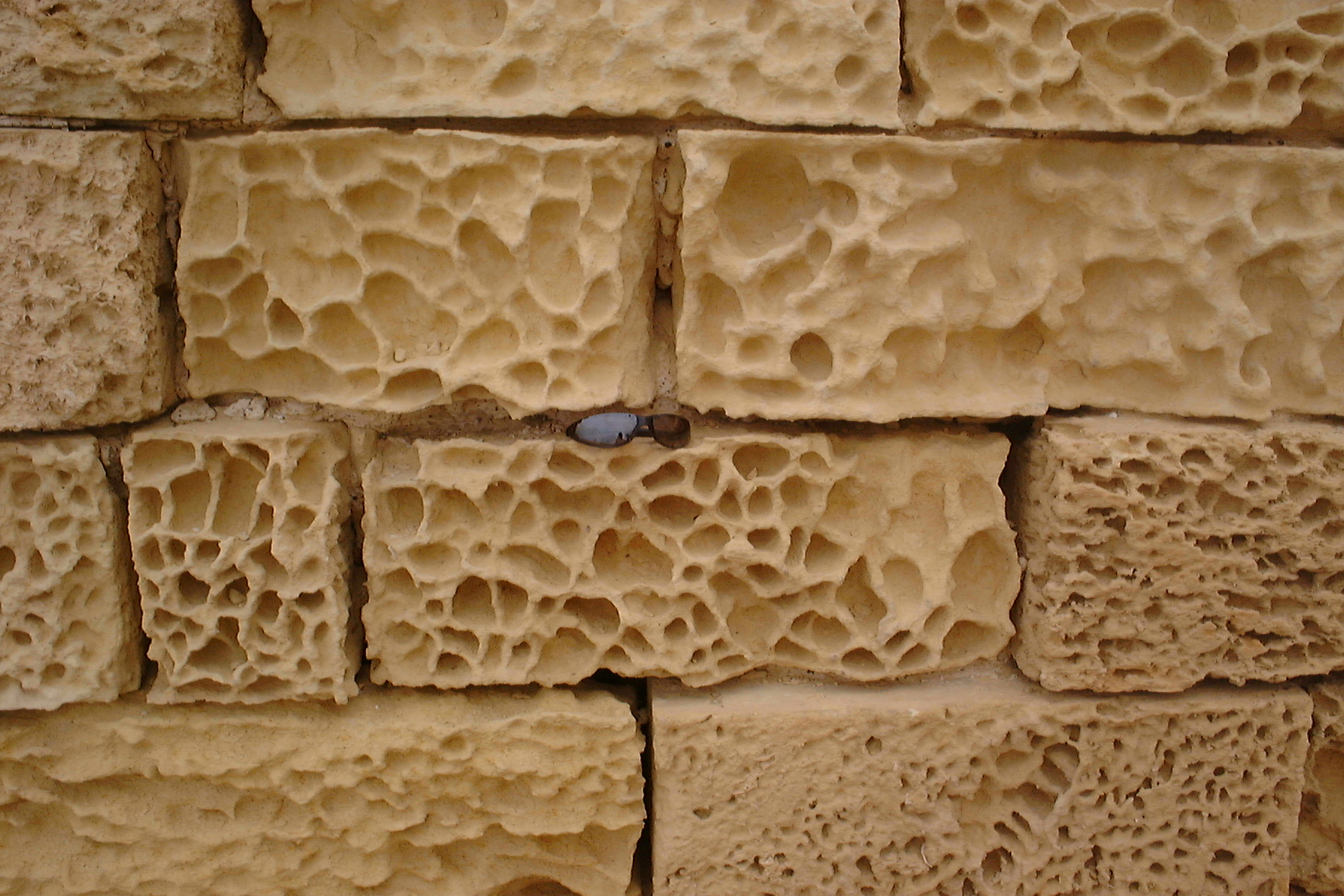
Результати сольового вивітрювання на кам'яній кладці будинку на острові Ґозо, Мальта

Сольове вивітрювання (рос. солевое выветривание; англ. salt weathering, нім. Salzsprengung f) – процес вивітрювання і хімічної зміни гірських порід внаслідок кристалізації солей в порах і капілярних тріщинах поверхневих шарів при випарюванні води сольових розчинів, які знаходяться в гірській породі. Характерне переважно для пустель.